# 西ヌアクショット州
西ヌアクショット州（にしヌアクショットしゅう、نواكشوط الغربية、Nouakchott Ouest）は、モーリタニアの首都ヌアクショットの西部に位置する州（Region）。2014年にヌアクショットを3分割して新設された。州都はテヴラ＝ゼイナ。
人口・面積ともにヌアクショット3区分中最も規模が小さい。

## 下位行政区分
西ヌアクショット州は、3つのヌアクショットを構成するコミューン改め県（Department）に分かれる。人口は2013年。
- クサル（Ksar）：47,333人
- セブア（Sebkha）：72,245人
- テヴラ＝ゼイナ（Tevragh-Zeina）：46,336人